# Cneorum pulverulentum
Cneorum pulverulentum är en vinruteväxtart som beskrevs av Étienne Pierre Ventenat. Cneorum pulverulentum ingår i släktet Cneorum och familjen vinruteväxter. Inga underarter finns listade i Catalogue of Life.